# Ahiram
Ahiram (𐤀𐤇𐤓𐤌) est un roi phénicien de Byblos qui régna vers 1000 av. J.-C.
Son sarcophage, exhumé en 1923 par Pierre Montet dans la Nécropole royale de Jebail (Byblos), présente un double intérêt, à la fois pour le décor qui orne ses côtés et pour son inscription phénicienne. Une partie de celle-ci est gravée sur un petit côté de la cuve, et la suite sur le grand côté du couvercle. 
Pillé certainement depuis la haute antiquité, le site de la tombe et le sarcophage étaient vides.  
L'inscription du sarcophage d'Ahiram ainsi que le graffite du tombeau d'Ahiram utilisent pour la première fois 21 des 22 caractères de l'alphabet phénicien. Il ne manque que le tsadé. Cette inscription dans sa forme est le plus ancien exemple de l'alphabet phénicien et le prototype de tous les alphabets actuels.
Le texte phénicien, qui commence sur le petit côté droit de la cuve et continue sur le couvercle, au-dessus de la scène principale, se lit de droite à gauche comme suit: 
- (sur la cuve) Sarcophage qu'a fait Ithobaal, fils d'Ahiram, roi de Gbl, pour Ahiram, son père, comme sa demeure dans l'éternité.

- (sur le couvercle) Et si un roi parmi les rois, gouverneurs parmi les gouverneurs, dresse le camp contre Gbl et déplace ce sarcophage, le sceptre de son pouvoir sera brisé, le trône de sa royauté se renversera et la paix régnera sur Gbl. Quant à lui, sa mémoire sera effacée de la bouche de l'Au-delà.